# GOLD (JASMINEのアルバム)
『GOLD』（ゴールド）は、日本のシンガーソングライターJASMINEの1枚目のスタジオ・アルバムである。CDにDVDが付いた初回盤とCDのみの通常盤の2形態での発売である。

## 概要
2009年にデビューしたJASMINEの1枚目のスタジオ・アルバムである。アルバム発売の情報は2010年6月1日にJASMINEの公式ホームページで初公開された。同年6月15日にはジャケット写真と収録曲が公開された。アルバム発売を記念して、同年7月21日から翌22日の24時間限定で、JASMINEがSony Music Onlin Japanのサイトをジャックした。
JASMINEはデビュー前から「パレットみたいなアルバムを作る」という目標があったため、本作の制作にあたっては出来るだけ全ての曲が違うものになっている。レコーディング期間は1年ほどである。
作品名については、JASMINEは作品ごとにイメージカラーを変えているが、それまでに発表したシングル5枚を並べてみたときにそれが戦隊物のレンジャーに見えた。レンジャーの裏には大抵ボスがいるということから、『GOLD』と付けた。デビューシングルから続いたシングルにイメージカラーをつけるシリーズは、このアルバムで終わるという。

## 批評
| 専門評論家によるレビュー | 専門評論家によるレビュー |
| レビュー・スコア         | レビュー・スコア         |
| 出典                     | 評価                     |
| ------------------------ | ------------------------ |
| hotexpress               | 肯定                     |
| CDジャーナル             | 肯定                     |
| リッスンジャパン         | 肯定                     |

『hotexpress』の平賀哲雄は「誰が聴いても唸らずにはいられないアルバム」とし、この衝撃は宇多田ヒカルの『First Love』に近いと批評した。また、「このアルバムは音楽としてもメッセージとしても強い。それは彼女がシンガーであることに一生を捧げると覚悟しているからである。私にとっては、歌い続けることだけがプライド。ならば、歌で全てを表現したい。そのサヴァイヴ感が生々しく息衝いた衝撃作」とコメントした。『CDジャーナル』は"ファースト•アルバムにして、ベストといった趣のある1枚"とし、「突き抜けるような思い切りの良さと細部まで丁寧に歌い上げる彼女のヴォーカル力と表現力は類稀であり、R&Bを中心とした深いサウンドとの相性がとても良い。」と批評した。『リッスンジャパン』の近藤陽は、「シングル5曲を含む全13曲はどれも刺激的な作品揃いで、彼女の“今”をビビッドに描き出している。」と批評。「「Dreamin'」のようなスケールの大きなバラードから、「sad to say」の畳み掛けるようなヴォーカルまで、スタイルは変わっても全体を貫くリアルな響きは、そこに込められた彼女の想いの強さゆえ。まさに現在を生きる彼女ならではの生々しい叫びがぎっしり詰まった、衝撃的な1枚だ。」とコメントした。

## チャート成績
2010年7月25日付けサウンドスキャンジャパン週間CDソフトTOP20で初動20,787枚で4位。同年8月2日付けオリコン週間アルバムランキングで初動24,734枚で初回限定盤が初登場3位を記録。同日付けBillboard JAPANのBillboard JAPAN Top Albumsで初登場4位。

## 収録曲解説
「sad to say」「NO MORE」「THIS IS NOT A GAME」「JEALOUS」「DREAMIN'」は順にシングルとして発売されたものである。
「PRIDE」は収録曲の中では最後に書かれた曲である。「入り口の門代わりの曲」と位置づけ、アルバムを聴いた人をジェットコースターに乗せたとしたら、入り口の大きな門が"ミシミシ"と音を立てて開く強いイメージにしたいという思いから、アルバムの1曲目に収録された。
「Bad Girl.」はJASMINEの思春期の荒れて、やさぐれていた時期について書いたものである。「dear my friend」は、その頃つるんでいた友人何人かを思い浮かべながら書かれている。
JASMINEはYahoo!ミュージックのインタビューで「オススメの3曲は?」という質問に「10代だったら、『Bad Girl』『CLUBBIN』『Dreamin'』、20代は『dear my friend』『CLUBBIN』『Dreamin'』ですかね（笑）」と答えている。

## 収録曲
| #   | タイトル               | 作詞・作曲                                 | 編曲                | 時間  |
| --- | ---------------------- | ------------------------------------------ | ------------------- | ----- |
| 1.  | 「PRIDE」              | JASMINE、K/                                |                     | 2:24  |
| 2.  | 「sad to say」         | JASMINE、Jeff Miyahara                     | Jeff Miyahara、篤志 | 4:01  |
| 3.  | 「L.I.P.S.」           | JASMINE、Jeff Miyahara                     |                     | 3:37  |
| 4.  | 「Jealous」            | JASMINE、Jeff Miyahara、ジェレミー・ソウル |                     | 3:31  |
| 5.  | 「Bad Girl.」          | JASMINE、BACHLOGIC                         |                     | 4:15  |
| 6.  | 「dear my friend」     | JASMINE、Jeff Miyahara、yellowRubato       |                     | 4:38  |
| 7.  | 「stage〜interlude〜」 | Jeff Miyahara                              |                     | 1:00  |
| 8.  | 「This Is Not A Game」 | JASMINE、Jeff Miyahara                     | JASMINE             | 3:32  |
| 9.  | 「CLUBBIN"」           | JASMINE、Ricky                             | MANABOON            | 4:13  |
| 10. | 「恋」                 | JASMINE、川崎里実                          | 川崎                | 3:42] |
| 11. | 「what you want?」     | JASMINE、Jeff Miyahara                     |                     | 3:24  |
| 12. | 「No More」            | JASMINE、Jeff Miyahara、daido              | Jeff Miyahara       | 4:04  |
| 13. | 「Dreamin'」           | JASMINE、Jeff Miyahara、ジェレミー・ソウル |                     | 4:05  |
| 14. | 「Why」                | JASMINE、Red-T                             |                     | 4:48  |

| #  | タイトル                            | 作詞 | 作曲・編曲 | 監督           |
| -- | ----------------------------------- | ---- | ---------- | -------------- |
| 1. | 「sat to say」(MUSIC CLIPS)         |      |            | タナカノリユキ |
| 2. | 「No More」(MUSIC CLIPS)            |      |            | タナカノリユキ |
| 3. | 「This Is Not A Game」(MUSIC CLIPS) |      |            | タナカノリユキ |
| 4. | 「Jealous」(MUSIC CLIPS)            |      |            | タナカノリユキ |
| 5. | 「Dreamin'」(MUSIC CLIPS)           |      |            | タナカノリユキ |

## チャート
| チャート (2010年)          | 最高 順位 |
| -------------------------- | --------- |
| サウンドスキャンジャパン   | 4         |
| オリコン週間チャート       | 3         |
| Billboard JAPAN Top Albums | 4         |